# معین‌الدین تونی
معین‌الدین تونی،(زاده شهر تون)از دانشمندان زمان سلطان ابوسعید گورکان و معاصر جامی بود که شاگردان زیادی در کلاس درس او شرکت می‌کردند.
در هرات، پنج تن از دانشمندان خراسان را که همه از شاگردان مولانا محمد جاجرمی بودند٬ خمسهٔ متحیّره (پنجهٔ سرگردان) می‌خواندند. این افراد عبارت بودند از: نورالدین عبدالرحمان جامی، کمال‌الدین شیخ حسین، شمس‌الدین صاحب کشف، مولانا داوود و معین‌الدین تونی.